# فيلهلم الأول ملك فورتمبيرغ
فريدرش فيلهلم كارل (بالألمانية: Friedrich Wilhelm Carl)، وُلِد بالسابع والعشرين من شهر سبتمبر 1781 في لوبن وتوفي بتاريخ 25 يونيو 1864 في باد كانشتات. كان يُعرف بفيلهلم الأول ملك فورتمبيرغ الثاني، وأستمرت فترة حكمه من عام 1816 وحتى 1864
بعد أن كان فيلهلم معروفاً بمشاجراته المتكررة مع والده الملك فريدرش، تولى حكم فورتمبيرغ في عام 1816 الذي كان يعرف باسم «سنة بلا صيف» نسبة لسوء الحصاد والمجاعة اللذان عما البلاد. بعد توليه لمنصبه، بدأ إصلاحات واسعة النطاق، أدت إلى موافقة طبقت المجتمع في فورتمبيرغ على دستور 25 سبتمبر 1819. في عهده الذي دام 48 عامًا، تحولت مملكة فورتمبيرغ من مملكة زراعية غير متجانسة، تشكلت من إمارات وطائفيات مختلفة، إلى دولة دستورية بهوية مشتركة وإدارة جيدة التنظيم.
بجانب سياسته الداخلية الناجحة، اتبع سياسة خارجية طموحة لا تستهدف ألمانيا فحسب، وإنما أوروبا بأسرها، وكان يطمح لتغيير نظام القوى الأوروبية الذي أنشأه مؤتمر فيينا. بالإضافة إلى القوتين الألمانيتين العظيمتين بروسيا والنمسا، رأى فيلهلم الأول تبلور لمركز قوة ألمانية عظيمة ثالثة في ممالك بافاريا، ساكسونيا وهانوفر إضافة إلى فورتمبيرغ. بالرغم من عدم نجاح أي من خططه السابق ذكرها، إلا أن سياسته كانت متسقة ومتماسكة وهادفة طوال فترة حكمه.
بصفته العاهل الألماني الوحيد، أضطر فيلهلم للاعتراف بالدستور الإمبراطوري لعام 1848، وبعد فشل ثورة 1848/ 1849، اتبع سياسة إصلاحية أفسدت صورته الليبرالية التي ميزته قبل الثورة. توفي فيلهلم الأول عام 1864 في قلعة روزنشتاين في باد كانشتات، وقبره موجود حتى اليوم في كنيسة الدفن في فورتمبيرغ.

## الأقارب

المونوغرام الملكي الخاص بفيلهلم الأول

### العلاقة مع العائلات الحاكمة الأوروبية
فيلهلم كان الابن الأكبر للملك فريدرش الأول حاكم فورتمبيرغ والأميرة أوغست كارولينا من براونشفايغ- فولفينبوتل. كان والده ابن شقيقة الملك البروسي فريدريش الثاني من ناحية جدته لأمه، الذي كان أيضا خال جده من والدته. كل من والد وجد فيلهلم بدآ مسيرتهما العسكرية في بروسيا.
تزوجت إليزابيث عمة فيلهلم ولي العرش النمساوي الأرشيدوق فرانتس يوزف كارل عام 1788 وقد كانت زوجته الأولى، الذي أصبح فيما بعد يعرف بالقيصر فرانتس الثاني. تزوج القيصر فرانتز الثاني خلال تلك الفترة من إمرأتين أُخرتين، كما كانت زيجته الرابعة في العاشر من نوفمبر من العام 1816 من كارولين أوغست أميرة بافاريا والتي انفصلت عن فيلهلم في وقت سابق، أي ان فرانتس الثاني كان زوج كل من عمة فيلهلم وطليقته.
عمة فيلهلم الأخرى صوفي دوروتيا تزوجت من ابن كاثرين الثانية القيصر باول وتغير اسمها ليصبح ماريا فيودوروفنا. كان لعلاقات القرابة هذه أثر سياسيا مهم على مملكة فورتمبيرغ لا سيما بعد إعادة تنظيم أوروبا بموجب مؤتمر فيينا،
تزوج فيلهلم للمرة الثانية من ابنة عمته صوفي دوروتيا الدوقة الكبرى كاثرين بافلوفنا. بعد أن كانت كاثرين قد توفت مسبقا في عام 1819، أُعيد تجديد علاقات القرابة مع روسيا من خلال زواج الأمير كارل ابن فيلهلم الوحيد من زوجته الثالثة، الذي تزوج عام 1846 دوقة روسيا الكبرى أولغا نيكولايفنا رومانوفا. كانت أولغا حفيدة عمة فيلهلم صوفي دوروتيا وابنة أخت زوجته الثانية كاتارينا. والدها كان القيصر نيكولاي الأول، الذي خلف شقيقه ألكسندر الأول في ولاية الحكم. أم أولغا، ألكساندرا فيودوروفنا، كانت شقيقة الملكين البروسيين فريدرش فيلهلم الرابع وفيلهلم الأول، الذي أصبح لاحقا قيصرا للرايخ.
تزوجت شقيقة فيلهلم كاتارينا عام 1807 من جيروم بونابرت شقيق القيصر الفرنسي نابليون بونابارت.
كانت العلاقات مع العائلة المالكة البريطانية مبنية عبر جدته لأمه أوغستا، الأخت الكبرى للملك البريطاني جورج الثالث. كانت شارلوت ابنة جورج الزوجة الثالثة لوالده، وأيضا كانت خالته كارولين كانت من متزوجة من جورج أمير ويلز الذي أصبح فيما بعد ملك المملكة المتحدة، لودفيك عم فيلهلم ووالد زوجته الثالة باولينا يكون أيضا الجد الأكبر للملكة البريطانية ماري جدة إليزابيث الثانية، الملكة الحالية لبريطانيا. صوفي ابنة فيلهلم من زوجته كاتارينا تزوجت عام 1839 من ابن عمها فيلهلم الثالث ملك هولندا، والذي يكون أيضا ابن آنا بافلوفنا شقيقة كاتارينا.

### الأسلاف
| نسب فيلهلم الأول (فورتمبيرغ) | نسب فيلهلم الأول (فورتمبيرغ)                                                                                 | نسب فيلهلم الأول (فورتمبيرغ)                                                                          | نسب فيلهلم الأول (فورتمبيرغ)                                                                          | نسب فيلهلم الأول (فورتمبيرغ)                                                                          | نسب فيلهلم الأول (فورتمبيرغ)                                                                                          | نسب فيلهلم الأول (فورتمبيرغ)                                                                        | نسب فيلهلم الأول (فورتمبيرغ)                                                                               | نسب فيلهلم الأول (فورتمبيرغ)                                                                                     |
| ---------------------------- | --- | --- | --- | --- | --- | --------------------------------------------------------------------------------------------------- | --- | --- |
| أجداد الأجداد                | الدوق فريدرش كارل من فورتمبيرغ -فينينتال (1652–1698) ⚭ 1682 ايلينور يوليانا من براندنبورغ-انسباخ (1663–1724) | أنسلم فراتتس من ثورن (1681–1739) ⚭ ماريا لودوفيكا آننا من لوبكوفيتش (1683–1750)                       | الكونت فيليب فيلهيلم من براندينبورغ-شفيدت (1669–1711) ⚭ يوهاننا كارلوت من أنهالت-ديساو                | فريدرش فيلهلم الأول ملك في بروسيا (1688–1740) ⚭ 1706 صوفي دوروثيا من هانوفر (1687–1757)               | فرديناند ألبرخت الثاني دوق براونشفايغ-فولفنبوتل (1680–1735) ⚭ 1712 أنطوانيت أمالي من براونشفايغ-فولفنبوتل (1696–1762) | فريدرش فيلهلم الأول ملك في بروسيا (1688–1740) ⚭ 1706 صوفي دوروثيا من هانوفر (1687–1757)             | الملك جورج الثاني من بريطانيا العظمى و ايرلندا (1683–1760) ⚭ 1705 كارولين من براندنبورغ أنسباخ (1683–1737) | الدوق فريدريش الثاني دوق ساكس -غوتا- ألتينبورغ (1676–1732) ⚭ 1696 ماجدالينا أوغوستا من أنهالت تسربست (1679–1740) |
| الأجداد الكبار               | كارل ألكسندر دوق فورتمبيرغ (1684–1737) ⚭ 1727 ماري أوغست من ثورن أوند تاكسيس (1706–1756)                     | كارل ألكسندر دوق فورتمبيرغ (1684–1737) ⚭ 1727 ماري أوغست من ثورن أوند تاكسيس (1706–1756)              | فريدرش فيلهيلم من براندينبورغ- شفيدت (1700–1771) ⚭ 1734 صوفي دوروثيا ماري من بروسيا (1719–1765)       | فريدرش فيلهيلم من براندينبورغ- شفيدت (1700–1771) ⚭ 1734 صوفي دوروثيا ماري من بروسيا (1719–1765)       | الدوق كارل الأول دوق براونشفايغ-فولفنبوتل (1713–1780) ⚭ 1733 فيليبينه شارلوته من بروسيا (1716–1801)                   | الدوق كارل الأول دوق براونشفايغ-فولفنبوتل (1713–1780) ⚭ 1733 فيليبينه شارلوته من بروسيا (1716–1801) | فريدريك لودفيج من هانوفر, أمير ويلز (1707–1751) ⚭ 1736 أوغستا أميرة ساكس-غوتا-ألتينبورغ (1719–1772)        | فريدريك لودفيج من هانوفر, أمير ويلز (1707–1751) ⚭ 1736 أوغستا أميرة ساكس-غوتا-ألتينبورغ (1719–1772)              |
| الأجداد                      | فريدرش أويغين دوق فورتمبيرغ (1732–1797) ⚭ 1753 فريدريكه دوروثيا صوفيا من براندنبورغ شفيدت (1736–1798)        | فريدرش أويغين دوق فورتمبيرغ (1732–1797) ⚭ 1753 فريدريكه دوروثيا صوفيا من براندنبورغ شفيدت (1736–1798) | فريدرش أويغين دوق فورتمبيرغ (1732–1797) ⚭ 1753 فريدريكه دوروثيا صوفيا من براندنبورغ شفيدت (1736–1798) | فريدرش أويغين دوق فورتمبيرغ (1732–1797) ⚭ 1753 فريدريكه دوروثيا صوفيا من براندنبورغ شفيدت (1736–1798) | كارل الثاني دوق براونشفايغ-فولفنبوتل (1735–1806) ⚭ 1764 أوغستا من هانوفر (1737–1814)                                  | كارل الثاني دوق براونشفايغ-فولفنبوتل (1735–1806) ⚭ 1764 أوغستا من هانوفر (1737–1814)                | كارل الثاني دوق براونشفايغ-فولفنبوتل (1735–1806) ⚭ 1764 أوغستا من هانوفر (1737–1814)                       | كارل الثاني دوق براونشفايغ-فولفنبوتل (1735–1806) ⚭ 1764 أوغستا من هانوفر (1737–1814)                             |
| الوالدان                     | (1754–1816 الملك فريدرش) ⚭ 1780 أوغست كارولينا من براونشفايغ- فولفينبوتل (1764–1788)                         | (1754–1816 الملك فريدرش) ⚭ 1780 أوغست كارولينا من براونشفايغ- فولفينبوتل (1764–1788)                  | (1754–1816 الملك فريدرش) ⚭ 1780 أوغست كارولينا من براونشفايغ- فولفينبوتل (1764–1788)                  | (1754–1816 الملك فريدرش) ⚭ 1780 أوغست كارولينا من براونشفايغ- فولفينبوتل (1764–1788)                  | (1754–1816 الملك فريدرش) ⚭ 1780 أوغست كارولينا من براونشفايغ- فولفينبوتل (1764–1788)                                  | (1754–1816 الملك فريدرش) ⚭ 1780 أوغست كارولينا من براونشفايغ- فولفينبوتل (1764–1788)                | (1754–1816 الملك فريدرش) ⚭ 1780 أوغست كارولينا من براونشفايغ- فولفينبوتل (1764–1788)                       | (1754–1816 الملك فريدرش) ⚭ 1780 أوغست كارولينا من براونشفايغ- فولفينبوتل (1764–1788)                             |
| الملك فيلهلم الأول           | | | | | | | | |

### الزوجات والأبناء

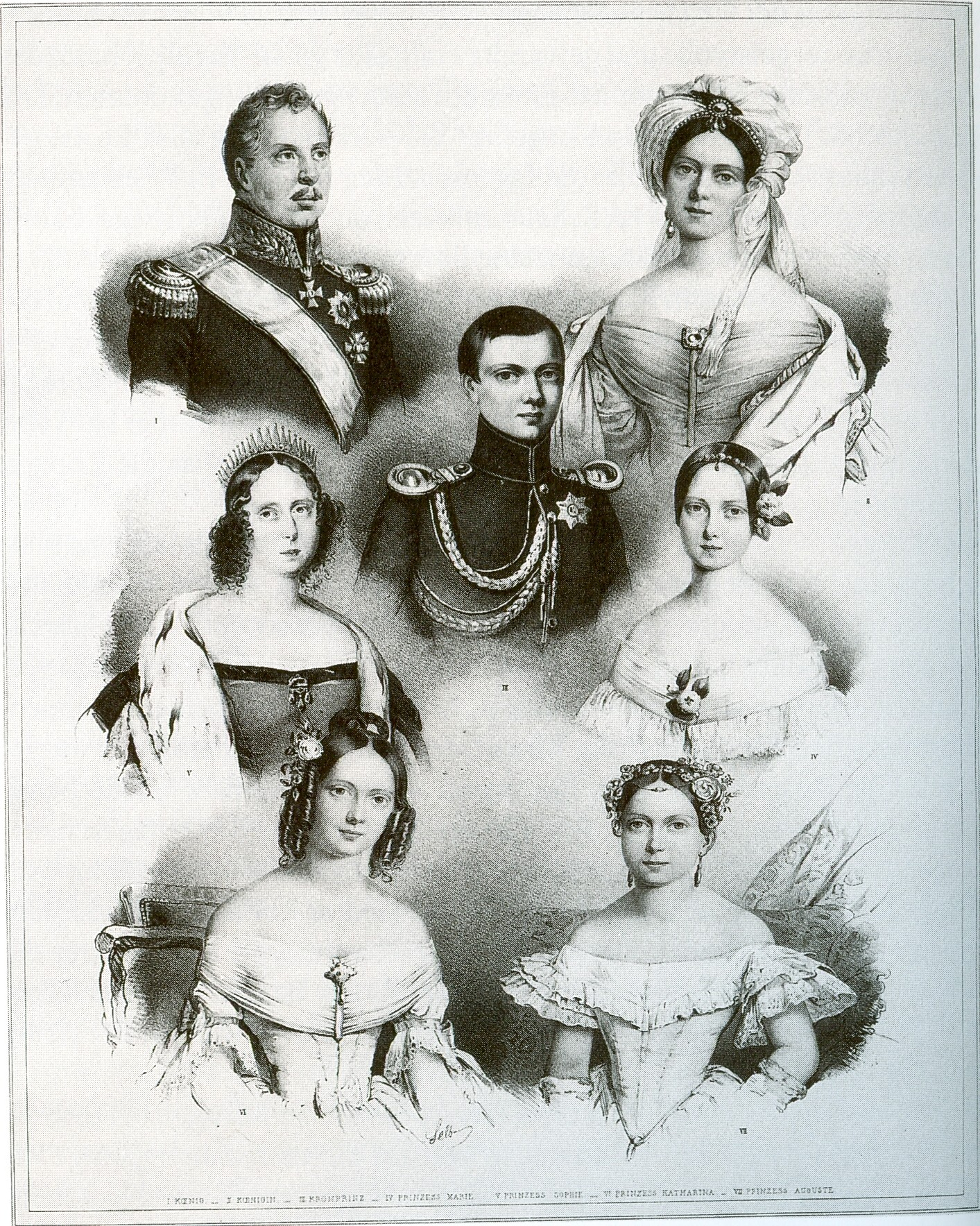
عائلة الملك فيلهلم: الملك فيلهلم الأول، باولينا، صوفي، ولي العهد كارل، ماري، كاتارينا و أوغستا

تزوج فيلهلم ثلاث مرات، فبتاريخ الثامن من يونيو 1808 تزوج من الأميرة كارولين أوغستا من عائلة فيتلسباخ، لم ينجبا أي أطفال وتطلقا بتاريخ 12 يناير 1816.
في 24 يناير 1816، تزوج من ابنة عمه الدوقة الكبرى كاتارينا بافلوفنا، أرملة الأمير جورج من أولدنبورغ. كانت والدتها ماريا فيودورونا عمة فيلهيلم. توفيت كاثرينا في 9 يناير 1819، وأنجب منها ابنتان:
- ماري فريدريك شارلوت (30 أكتوبر 1816 - 4 يناير 1887)، متزوجة من الكونت ألفريد فون نيبيرج في عام 1840.
- صوفي فريدريك ماتيلدا (17 يونيو 1818-3 يونيو 1877)، تزوجت عام 1839 من فيلهلم الثالث، ملك هولندا.

كان لدى كاتارينا ابنان من زوجها الأول الأمير جورج، الذي توفى بتاريخ 27 ديسمبر 1812:
- بيتر جورج بول ألكساندر (30 أغسطس 1810 - 16 نوفمبر 1829).
- كونستانتين فريدريش بيتر (26 أغسطس 1812 - 14 مايو 1881).

بعد وفاه كاتارينا عاد ابناها إلى أولدينبورغ، لكن فيلهلم بقي معهما على تواصل.
كان زواجه الثالث من ابنة عمه الأميرة باولينا من فورتمبيرغ (4 سبتمبر 1800- 10 مارس 1873) وأنجب منها ثلاثة أطفال:
- كاتارينا فريدريك شارلوته [6](24 أغسطس 1821 - 6 ديسمبر 1898)، والدة الملك فيلهلم الثاني من فورتمبيرغ - تزوجت عام 1845 من فريدريش أمير فورتمبيرغ (1808-1870)، ابن شقيق فيلهلم الأول باول فون فورتمبيرغ.
- كارل فريدريش ألكسندر[6] (6 مارس 1823 - 6 أكتوبر 1891)، أصبح عام 1864 ملك فورتمبيرغ، تزوج عام 1846 من الدوقة الروسية أولغا رومانوفا.
- أوغستا فيلهلمينه هنرييت [6] (أكتوبر 1826 - 3 ديسمبر 1898)، تزوجت عام 1851 من هيرمان من ساكس-فايمار-إيزناخ.

## حياته

### الطفولة والشباب

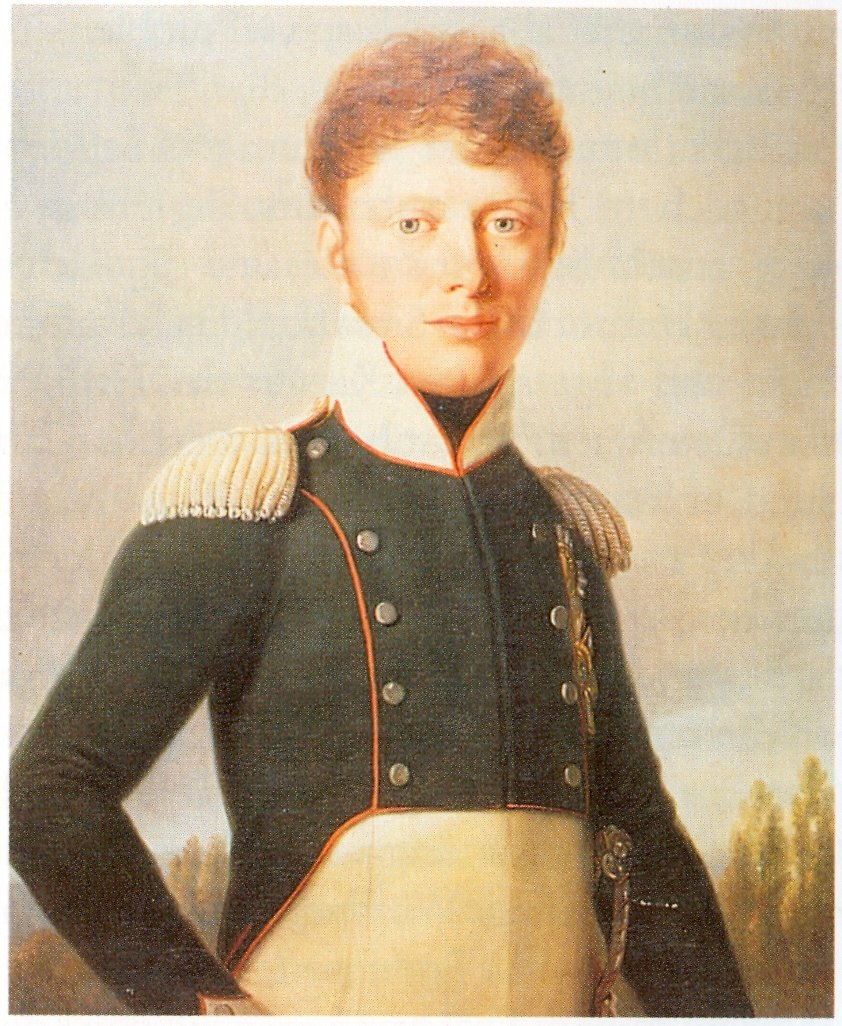
رسم لفريدرش فيلهلم و هو شاب

منذ أن وُلِدَ فريدرش فيلهلم، الذي كان يعرف إلى حينِ تقلّدهِ الحكم باسم فريتز، عام 1781، كانت علاقة أمه، التي لم تكن قد بلغت السابعة عشر من العمر عندما أنجبته، مع والده الذي يكبرها بعشرة أعوام، مضطربة وغير منسجمة. في عام 1774 التحق الملك فريدرش بالجيش البروسي، لكن عمه الأكبر، فريدرش الثاني ملك بروسيا، سخط عيله بعام 1781، لينتقل إثر ذلك لخدمة زوجة قيصر روسيا، التي أعادت تعيينه ووضعته بمنصب المحافظ العام لفنلندا. حتى بعدما أنجبت أوغستا والدة فيلهلم شقيقته كاتارينا في الرابع والعشرين من ديسمبر عام 1783، والتي توقت بعد ذلك بعام، وشقيقه الأمير باول في يناير 1785، لم يطرأ على علاقة الزوجين أي تحسن، إنما ازدادت سوءً أكثر من ذي قبل. في ديسمبر عام 1786 أجبرت الإمبراطورة كاتارينا الثانية فريردش على ترك روسيا مع أطفاله، ووضعت كاتارينا تحت رعاية مارشال البلاط للصيد راينهولد فيلهيلم بولمان، الذي حملت منه. ماتت والدة فيلهلم عام 1788 أثناء الإجهاض، حيث رفض بولمان المساعدة الطبية؛ ليبقي أمر الحمل سراً. عام 1790 انتقل فريدرش مع ابنيه إلى لودفيغسبورغ، وحرص فريدرش على أن يحصل ابناه على مربين ذوي جذور متأصلة في فورتمبيرغ، كما أمر أن تكون التربية مفصلة، منظمة وصارمة للغاية.
بعد وفاة الدوق كارل أويغن في الرابع والعشرين من أكتوبر 1793، انتهت فترة حكمه الذي دام 65 عاماً. وحيث أنه لم يكن له خلف، انتقل الحكم بشكل متتابع على إخوته. فتولى الدوق لودفيك أويغن الحكم من عام 1793 وحتى 1795، وفريدرش أويغن، الجد الأكبر لفريدرش فيلهلم، استلم الحكم في مايو من العام 1795، وأصبح والد فيلهلم بذلك وليا للعهد ودوقاً لفورتمبيرغ بعد وفاة فريدرش أويغن في الثالث والعشرين من ديسمبر عام 1797. منذ نوفمبر من العام 1797 باشر كل من الدوق فريدرش وزوجته الثانية كارلوتِّ أوغستا ماتلدا البحث عن عروس لفيلهلم. إلى جانب شقيقة القيصر فرانتز الثاني الأرشيدوقة ماريا أماليا (1780- 1798) من النمسا، كان النقاش يجري أيضا حول كل من الدوقة الكبرى أليكساندرا وماريا من الإمبراطورية الروسية.
علاقة الدوق فريدرش مع ابنه كانت تزداد سوءً، حيث ظل فيلهلم يتمرد على والده وعلى التعليم، كما يقال أنه في العام 1798 عُثر على كتابات إباحية معه. في عام 1799 فُضحت خطط فيلهلم للهروب من فورتمبيرغ، فقام والده بوضعه في الحجز مؤقتاً. بعد إطلاق سراحه بدأ فيلهلم دراسته في جامعة توبنغن. أثناء حرب التحالف الثاني التي اندلعت عام 1797 نجح الفرنسييون بغزو فورتمبورغ عام 1800 تحت قيادة نابليون. فريدرش فيلهلم، الذي كان متطوعاً في الجيش النمساوي، شارك في ديسمبر من عام 1800 في معركة هوهينليندن، وفي عام 1803 حصل على رتبة لواء إمبراطوري. كان معاصرون فيلهلم يشهدون له بشجاعته، عمق معرفته العسكرية وبسالته.
بعد عودته إلى فورتمبيرغ عام 1801 دخل كل من فيلهلم وشقيقه باول بعلاقات حب مع بنات المستشار كونرادن آبيل، حيث وقع فيلهلم في حب تيريسا التي تكبره بأربع أعوام. في ذلك الوقت كان الدوق فريدرش على خلاف مع برلمان الولاية حول السياسة الداخلية والخارجية. مثّل كونرادن آبيل مصالح السياسة الخارجية للبرلمان وكان فريدريك فيلهلم مؤيداً له، متخذاً بذلك موقفًا معادياً لمصالح وسياسات والده. عام 1803 هرب فيلهلم إلى باريس، فيينا٬ شافهاوزن وزاربورغ. في زاربورغ أنجبت تيريسا توأماً، ما لبثا أن توفيا بعد ولادتهما بفترة قصيرة. رغم أن فريدرش كان يرغب بإعادة ابنه إلى فورتمبيرغ، إلا أن الأخير ذهب إلى باريس حيث استقبله نابليون بالرابع عشر من أكتوبر. تمكن الدوق فريدرش من منع زواج ابنه المخطط من تيريسا عبر تدخلات دبلوماسية، لكنهما لم ينفصلا فعلاً حتى خريف عام 1804.خلال فترة إقامته في باريس حصل فيلهلم على الدعم المادي من برلمان فورتمبيرغ وبعد ذلك من نابليون.

### فريدرش فيلهلم وريثاً للعرش
في الحادي عشر من سبتمبر عام 1805 عاد فيلهلم إلى شتوتغارت بعد زيارة جدّاه في براونشفايغ، حيث قابل والده مجدداً لأول في نوفمبر. ساهم الوضع السياسي العام في المنطقة بعودة فيلهلم. بريطانيا التي كانت في حالة حرب مع نابليون منذ عام 1803، عقدت تحالفاً مع روسيا والنمسا، بينما نجح نابليون بجذب بادن وبايرن إلى صفه، كما رضخت فورتمبيرغ للضغط الفرنسي، بعد بعض التردد، وعقدت بدورها تحالفاً مع نابليون هي الأخرى. في وقت سابق، كان وزير الخارجية الفرنسي تاليران يخطط لانقلاب ضد الأمير الناخب فريدرش، بحيث يستولي ابنه فيلهلم على الحكم، إلا أن فيلهلم عارض هذا الطلب. يُنظر إلى تصرفات نابليون وتاليران بما يخص هذه المسألة على أنها السبب الرئيسي لنفور فيلهلم لاحقًا من نابليون. لم يُشرك فريدرش ابنه في الشؤون الحكومية، لكنه منحه بلاط ملكياً خاصة به، يرأسه صديقه إرنست من فول ريبور، الذي رافقه خلال فترة تواجده في الخارج. استغل فيلهلم الوقت لمزيد من التدريب واكتسب، من بين أمور أخرى، معرفة بالزراعة. اعتبارًا من 1 يناير 1806، ترقت إمارة فورتمبيرغ، التي نمت بشكل ملحوظ خلال هذه الفترة وتوسع إقليمها، إلى مرتبة مملكة. في عام 1806 انضمت بروسيا إلى التحالف ضد نابليون لكن سرعان ما هزمت واحتُلت في غضون أسابيع قليلة. أراد نابليون أن يربط فورتمبيرغ به بشكل أوثق من خلال سياسة الزواج؛ لذلك بالثالث عشر من أغسطس عام 1807 زُوٍجت شقيقة فيلهلم كاتارينا وشقيق نابليون جيروم، الذي أصبح فيما بعد ملكاً لمملكة وستفاليا الحديثة. ليُجنب فيلهلم نفسه من خطر وقوعه هو الآخر بعلاقة زواج مع عائلة نابليون، وهو الأمر الذي سعى له نابليون فعلاً، دبّر فريدريك فيلهلم، بدعم من والده، زواجه من شارلوت أوغستا، ابنة الملك البافاري ماكس جوزيف من زوجته أوغستا فيلهلمين من هيسن- دارمشتات. بعد مفاوضات مطولة تزوج الاثنان في الثامن من يونيو 1808 في ميونيخ. نظرًا لأن الزواج كان زواج مصلحة بحتًا، ولم يكن فيلهلم مهتمًا بعلاقة أكثر عمقاً مع زوجته، هُجرت شارلوت وحيدة في شتوتغارت. غالبًا ما مكث فيلهلمم في كاسل عند صهره جيروم. هناك أيضًا التقى عشيقة جيروم السابقة، البارونة بلانش من كويدلشتاين († 1864) المعروفة باسم لا فليش (بالفرنسية: La Fleche). بدأ فيلهلم علاقة معها استمرت حتى بعد تنصيبه كملك لفورتمبيرغ.
في عام 1809 كان على فورتمبيرغ توفير قوات لنابليون في حربه ضد النمسا وفي نفس الوقت تأمين حدودها الشرقية. تولى فريدريش فيلهلم القيادة العليا لقوات الدفاع عن الحدود. هزم فيلهلم مدنيي فورارلبرغ، الذين تمردوا ضد الحكم البافاري بمهاجمة بريغنز. خلال حملة نابليون الروسية، استلم فريدريش فيلهلم مرة أخرى القيادة العليا لقوات فورتمبيرغ. كانت الحملة مدمرة لجيش فورتمبيرغ؛ فمن بين 15800 جندي عاد بضع مئات فقط إلى فورتمبيرغ. أما فريدريك فيلهلم، الذي لم يكن يثق بنابليون، فلعل إصابته بالزحار في صيف عام 1812، التي أجبرته على التخلي عن قيادة الجيش، هي سبب نجاته من الموت. رغم الهزيمة الكارثية، كان على فورتمبيرغ توفير القوات لمواصلة مسار الحرب. بعد معركة الأمم بالقرب من لايبزيغ في الفترة من 16 إلى 19 أكتوبر 1813، انضمت فورتمبيرغ إلى التحالف ضد نابليون، ثم تولى فريدريش فيلهلم قيادة جيش فورتمبيرغ، الذي عززته القوات النمساوية في نوفمبر. في 30 ديسمبر، عَبَر هذا الجيش نهر الراين بالقرب من هونينغن الفرنسية. بعد عدة مناوشات، ومن خلال تلك التأثيرات الحاسمة التي حققتها القوات التابعة لقيادة فيلهلم، تجنّد في 31 مارس 1814 مع القيصر ألكسندر وفريدرش فيلهلم الثالث ملك بروسيا في باريس. تنازل نابليون فيما بعد عن العرش ونُفي إلى إلبا.
أعطى سقوط نابليون الفرصة لفريدريك فيلهلم للشروع بالانفصال عن زوجته شارلوت. في يونيو 1814، أثناء تواجده في بريطانيا، وقع فيلهلم في حب ابنة عمه الدوقة الروسية الكبرى كاترين، أرملة الأمير جورج من أولدنبورغ. بعد أن وافقت كارولين شارلوت، الملك فريدريش وماكس جوزيف ملك بافاريا على الطلاق، ألغت محكمة الزواج التي عقدها الملك فريدريش في 9 أغسطس 1814 زواجهما في 31 أغسطس 1814. وكان كلاهما قد صرحا أن الزواج لم يستمر بسبب نفور متبادل. ألغى البابا الزواج رسميا، وهو أمر ضروري لشارلوت حيث كانت كاثوليكية، بتاريخ 12 يناير 1816 قبل وقت قصير من زفاف فريدريش فيلهلم وكاتارينا. تزوجت شارلوت من الإمبراطور النمساوي فرانز الأول في 10 نوفمبر 1816.
شارك فريدريش فيلهلم وزوجته كاتارينا في مؤتمر فيينا، حيث وضعت العائلات الأوروبية الحاكمة والملكية، برئاسة الأمير النمساوي كليمنس فينزل لوثار من مترنيش، تنظيماً جديدًا للدول الأوروبية اعتبارًا من سبتمبر 1814.
بعد عودة نابليون وفي الحرب التي تلت ذلك عام 1815، قاد فيلهلم مرة أخرى فيلق جيش من قوات الحلفاء. كان العضو الوحيد من العائلات الملكية الألمانية الحاكمة الذي شارك بفعالية كقائد عسكري في حربيّ عام 1814 و 1815. نَظَم فيلهلم هاوف قصيدة عن بطولات فيلهلم العسكرية بعنوان «الأمير فيلهلم».
في 24 يناير 1816 تزوج فريدريش فيلهلم من كاتارينا في سانت بطرسبرغ باحتفال فخم. مكث الثنائي المتزوج حديثًا في روسيا لبضعة أسابيع أخرى، ثم وصلا إلى شتوتغارت في 13 أبريل 1816.